# Rankine Rock
Rankine Rock är en kulle i Antarktis. Den ligger i Västantarktis. Argentina och Storbritannien gör anspråk på området. Toppen på Rankine Rock är 659 meter över havet.
Terrängen runt Rankine Rock är varierad. Trakten är obefolkad. Det finns inga samhällen i närheten. 